# Felix Klein
Pour les articles homonymes, voir Félix Klein (prêtre) et Klein.
Felix Christian Klein, né le 25 avril 1849 à Düsseldorf et mort le 22 juin 1925 à Göttingen) est un mathématicien allemand, connu pour ses travaux en théorie des groupes, en géométrie non euclidienne, et en analyse. Il a aussi énoncé le très influent programme d'Erlangen, qui ramène l'étude des différentes géométries à celle de leurs groupes de symétrie respectifs.

## Biographie

### Premières années
Felix Klein naît le 25 avril 1849, date au sujet de laquelle il aimait faire remarquer sa composition de trois carrés de nombres premiers (5, 2 et 43), à Düsseldorf, siège du gouvernement provincial de la Rhénanie prussienne et important centre industriel du Royaume de Prusse. À la différence d'autres régions de Rhénanie, Düsseldorf est principalement protestante, comme la famille Klein. Son père, Caspar, homme aux idées strictement conservatrices, est secrétaire du gouverneur provincial. Après une éducation élémentaire dispensée par sa mère, Élise, Felix est admis à l'âge de six ans dans un collège privé qu'il quitte deux ans et demi plus tard et rentre, en 1857, à la demande de son père, au gymnasium de Düsseldorf. Conformément au modèle d'éducation prussien, une grande attention est accordée essentiellement au latin et au grec, beaucoup moins à la formation mathématique. Comme il porte un grand intérêt aux disciplines scientifiques, des amis de la famille se chargent de compléter son éducation mathématique. À l'âge de seize ans, il intègre l'université de Bonn. Il veut être physicien et, très vite, il attire l'attention de Julius Plücker, qui dirige alors le département de physique et mathématiques de l'université. En 1866, il devient ainsi son assistant au laboratoire de physique. Après de nombreuses années consacrées à la physique, Plücker commence, au moment où il fait la connaissance de Klein, à s'intéresser à la géométrie. En 1868, il publie d'ailleurs le premier tome de Neue Geometrie des Raumes, fondée sur une conception de la ligne droite comme objet fondamental de l'espace. Dans ses travaux, Plücker utilise l'idée de la quatrième dimension. Klein passe son doctorat en 1868, sous la direction de Plücker et Lipschitz. Plücker meurt cette même année, laissant derrière lui un livre inachevé sur la géométrie des droites projectives (voir coordonnées plückeriennes). Felix Klein perd son poste d'assistant du laboratoire de physique à l'université de Bonn, mais il est la personne la mieux placée pour compléter la seconde partie. Désormais âgé de dix-neuf ans, il réoriente sa formation vers les mathématiques, sans pour autant en perdre de vue les applications dans le domaine de la physique.

### L'ascension du mathématicien
Immédiatement invité par Alfred Clebsch à l'université de Göttingen, il quitte Bonn afin d'y compléter l'édition du second volume de géométrie que son précédent mentor a laissé inachevé. La minutieuse étude que Klein entreprend afin de publier le travail commencé par Plücker lui sert d'inspiration pour écrire une première série d'articles indépendants, contribuant à son propre développement en tant que mathématicien. Aux côtés de Clebsch, il apprend le concept d'« invariant géométrique ». En effet, Clebsch travaille à la théorie des invariants, développée par des mathématiciens britanniques tels que George Boole, Arthur Cayley et James Joseph Sylvester.
À Göttingen, auprès de Clebsch, Klein trouve une atmosphère propice à sa formation. Néanmoins, il éprouve la nécessité de découvrir d'autres écoles et courants mathématiques. Il se rend à Berlin à l'automne 1869 pour assister aux séminaires organisés par Karl Weierstrass et y croise d'autres jeunes mathématiciens qui auront plus tard une grande influence sur ses travaux, dont l'Autrichien Otto Stolz et le Norvégien Sophus Lie. Par contre, sa rencontre avec Karl Weierstrass est moins plaisante, les relations entre Weierstrass et Klein seront marquées par l'absence de communication et de compréhension.
Encouragé par Clebsch, qui est en contact avec Camille Jordan dont Klein connaît les travaux, il prend la route de Paris en compagnie de Sophus Lie au cours de l'été 1870. Ils prennent contact avec Jordan et Gaston Darboux, des liens interrompus le 19 juillet par la guerre franco-allemande de 1870. Klein retourne en Allemagne où il sert un temps dans l'armée prussienne avant d'être habilité à enseigner en tant que Privatdozent à Göttingen en 1871.
La même année, il publie dans Mathematische Annalen la première partie de l'article intitulé « Sur la géométrie dite non euclidienne », dont la seconde partie paraîtra deux ans plus tard. Dans ce premier essai, il démontre qu'il est possible de considérer les géométries euclidienne et non euclidienne comme des cas particuliers de la géométrie projective.

### Erlangen
En 1872, à l'âge de 23 ans, Klein obtient une chaire à l'Université d'Erlangen grâce à l'aide providentielle de Clebsch, qui voit en lui l'un des futurs plus grands mathématiciens de son temps. Selon la coutume, il doit donner une conférence inaugurale. Il prépare un texte qui circule initialement entre un nombre restreint de lecteurs, sous le titre de Vergleichende Betrachtungen über neuere geometrische Forschungen. Il s'agit du fameux Programme d'Erlangen dans lequel il propose un point de vue révolutionnaire sur la géométrie. Bien que ses qualités d'enseignant soient appréciées à Erlangen, il n'a au début que deux élèves dans sa classe.
Dans un premier temps, le Programme d'Erlangen n'est pas bien accueilli, sans doute parce que le manuscrit n'a pas bénéficié d'une large diffusion. Félix Klein ne reste que trois ans à Erlangen — il n'a pas beaucoup d'élèves —, mais a assez de temps à consacrer à la recherche. En 1872, Clebsch succombe à la diphtérie à l'âge de 39 ans. Klein s'occupe alors de la publication de la revue Mathematische Annalen — responsabilité qu'il assumera presque jusqu'à la fin de sa vie — et parvient à en faire la plus importante publication mathématique de l'époque, ce qui contribue à renforcer son aura scientifique à l'échelle internationale. En 1875, une nouvelle chaire lui est proposée à Munich.

### De Munich à Leipzig

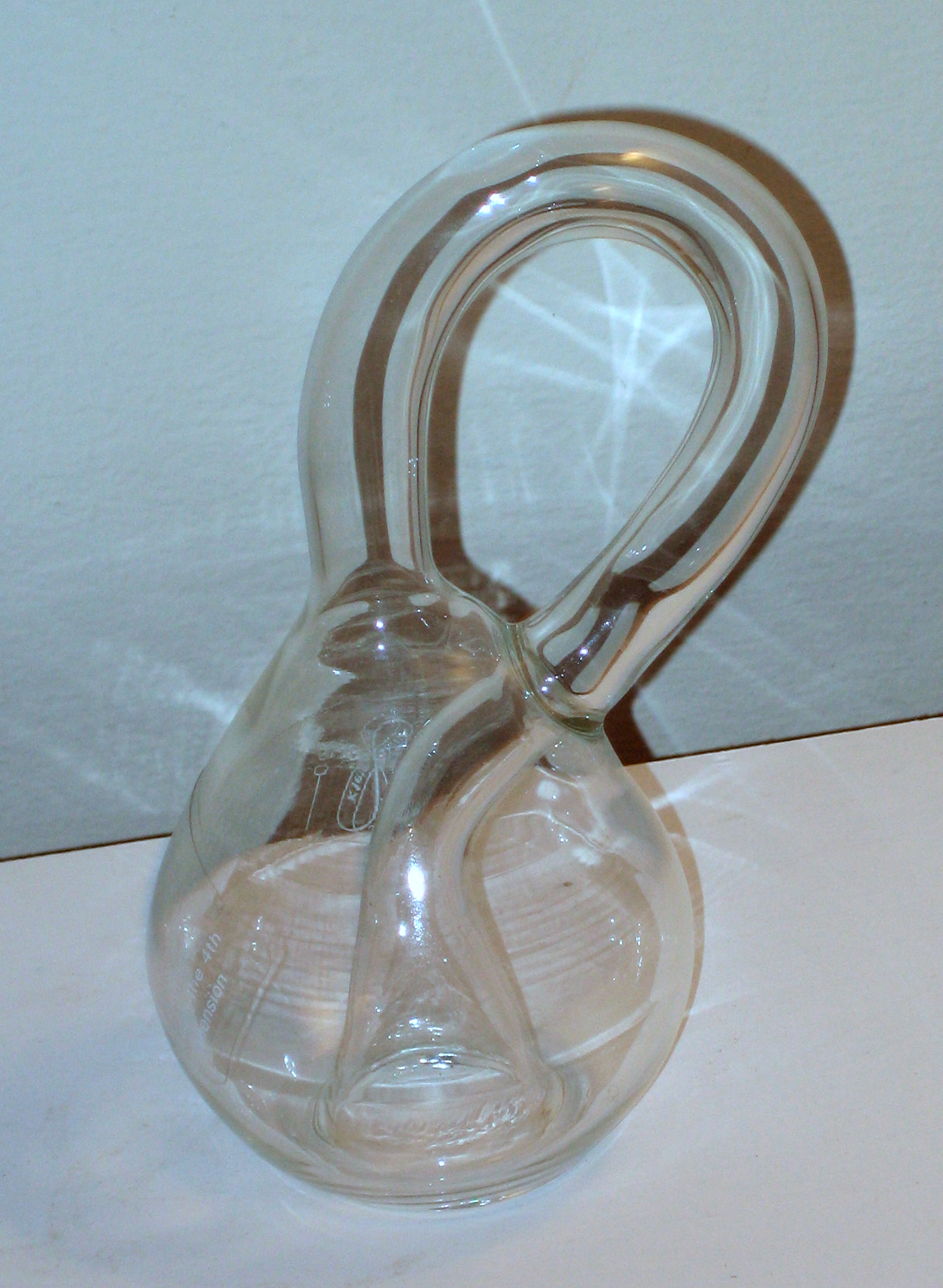
Bouteille de Klein artisanale

Il est heureux de se voir offrir une chaire à la Technische Hochschule de Munich en 1875. Cette même année, il épouse Anne Hegel (1851-1927), petite-fille du philosophe Hegel, « entamant ainsi une vie rangée », comme il l'écrit des années plus tard. L'idéalisation et la construction de modèles mathématiques sont une activité que Félix Klein a pratiquée bien avant de créer la fameuse surface qui porte son nom. À Munich, il rencontre le mathématicien Alexander von Brill, qui partage sa passion pour les modèles mathématiques. Ensemble, ils fondent un laboratoire pour développer ce type de modèles. Leur construction fait partie du travail du Séminaire de mathématiques qu'ils organisent, et de nombreux étudiants y contribuent en concevant des modèles qu'ils utilisent dans leurs mémoires. À l'université de Munich, il enseigne les mathématiques à des élèves ingénieurs. Il doit également donner des cours de géométrie à de futurs professeurs de mathématiques tels que Adolf Hurwitz, Walther von Dyck, Carl Runge, Max Planck, Luigi Bianchi et Gregorio Ricci-Curbastro. Tout en s'occupant de ses nombreux élèves, il continue de travailler sur l'algèbre et la théorie des variables complexes. Il développe ainsi son point de vue géométrique de la théorie de Galois et prépare la voie à ce qui sera, selon ses propres mots, sa contribution la plus profonde et originale à la discipline : la théorie des fonctions automorphes. Cinq ans plus tard, en 1880, Klein obtient une chaire de géométrie à l'université de Leipzig, une des plus prestigieuses d'Allemagne, mais dont la faculté de mathématiques manque sérieusement de dynamisme. Il y poursuit ses travaux sur la théorie des groupes, la géométrie et les « fonctions automorphes », un type spécial de fonctions complexes d'une variable complexe, exploré aussi par Henri Poincaré. Très vite, Poincaré fait de tels progrès que Klein a quelque mal à suivre la cadence. Une rivalité s'instaure entre eux pour savoir qui obtiendra les résultats les meilleurs et les plus nombreux, compétition dont Klein finit par faire les frais. Après la publication, en 1882, de quelques-unes de ses découvertes sur les surfaces de Riemann, il tombe dans une dépression profonde, imputable au surmenage. Jusqu'en 1884, il abandonne, dès lors, les avant-postes de la recherche mathématique, mais d'autres domaines l'accaparent et il s'y consacre avec ardeur. Un des premiers travaux auxquels il se consacre après sa convalescence est de reprendre l'étude des solutions de l'équation du cinquième degré, en mettant à contribution les symétries de l'icosaèdre, la théorie de Galois et les fonctions modulaires elliptiques, déjà présentes dans la solution de Charles Hermite et qui constituent un type particulier de fonctions automorphes, une catégorie de fonctions sur lesquelles lui-même et Poincaré s'étaient penchés si intensément des années auparavant,.

### Renaissance de Göttingen
En 1886, Klein accepte sur-le-champ un poste à l'Université de Göttingen,. Friedrich Althoff est un des artisans majeurs de son affectation à la chaire de mathématiques. Klein prend comme assistant son neveu Robert Fricke, dont il avait dirigé la thèse de doctorat, afin de collaborer à la rédaction et la publication du traité en quatre tomes Leçons sur la théorie des fonctions modulaires. Son idée est de faire de Göttingen un centre où les mathématiciens travailleront avec des physiciens et des ingénieurs. Ces tentatives se heurtent à l'opposition active de ses collègues Ernst Schering et surtout Hermann Amandus Schwarz, responsable du département des mathématiques. En 1892, Schwarz est pressenti pour remplacer Karl Weierstrass à l'université Humboldt de Berlin, et Klein a ainsi les mains libres pour faire de Göttingen le centre de recherches mathématiques dont il rêve depuis longtemps. Les années suivantes, son université s'impose comme l'institut allemand de référence pour les mathématiques et la physique, devant Berlin.
Schwarz parti à Berlin, Klein tente vainement de faire venir Adolf Hurwitz et David Hilbert dont il connaît la grande valeur. Il échoue et le poste est attribué à Heinrich Weber qui occupe la chaire jusqu'à son affectation, en 1895, à l'université de Strasbourg. À ce moment, Klein — dont le pouvoir décisionnel s'est significativement renforcé — réussit à offrir la chaire à David Hilbert. Hilbert révolutionne la vie de l'université dès son arrivée, il noue des liens d'amitié avec les Privatdozent et ses étudiants. Il restera à Göttingen jusqu'à la fin de ses jours, apportant à l'université, sous la direction de Klein, plus de force et de prestige qu'aucun autre mathématicien de son époque n'aurait pu le faire.
En 1898, Klein soutient la création de l'Association de Göttingen pour le développement des mathématiques et de la physique appliquées, à laquelle participent une cinquantaine d'industriels, dans le but de créer et soutenir des instituts de recherche favorisant la collaboration entre les sciences et l'industrie. L'association de la physique et des mathématiques est une constante à Göttingen tout au long du mandat de Klein. En 1902, Hilbert obtient de Friedrich Althoff la création d'une nouvelle chaire de mathématiques pour son ami Hermann Minkowski. En 1904, Klein obtient la création d'une nouvelle chaire de mathématiques appliquées pour le physicien et mathématicien Carl Runge. En 1905, Hilbert et Minkowski assurent la coordination d'un séminaire sur l'Électrodynamique des corps en mouvement, où ils abordent des problèmes qui, plus tard, seront englobés dans la relativité. Klein s'intéresse immédiatement aux théories relativistes d'Einstein, car il saisit d'emblée que les nouvelles thèses du physicien s'accordent parfaitement à sa nouvelle conception de la géométrie, incarnée dans le Programme d'Erlangen. Son intérêt pour la relativité se répand à Göttingen, qui est ainsi un des premiers endroits où Einstein est invité à exposer ses théories.

### Dernières années
Il prend sa retraite en 1913, après une longue maladie qui l'a contraint à plusieurs séjours en sanatorium, mais continue d'enseigner les mathématiques, la science et son histoire à des cercles restreints d'étudiants et de collègues. Le fruit de ses causeries est la matière de son dernier livre Leçon sur le développement des mathématiques au XIXe siècle, publié en 1926. Il poursuit au côté de Hilbert ses recherches sur certains aspects de la relativité générale. Jusqu'au bout, il trouve de nouvelles idées et façons d'expliquer les choses. Grace Chisholm Young raconte que lorsqu'il donnait des cours à d'autres professeurs, il leur disait toujours : « Ne soyez jamais ennuyeux ! ». En octobre 1914, il est signataire du très controversé manifeste des 93. Il décède le 22 juin 1925.

## Les femmes mathématiciennes de Göttingen
La Russe Sofia Kovalevskaïa fait partie des grandes mathématiciennes dont le nom est associé à Göttingen : grâce à l'intercession de Karl Weierstrass, elle se voit décerner en 1874, in absentia, le titre de docteur en mathématiques par l'université de Göttingen, qui consacre trois mémoires qu'elle avait présentés sur les équation aux dérivées partielles, sur la forme des anneaux de Saturne et sur les intégrales abéliennes. Pendant le mandat de Klein, une étudiante britannique diplômée de Cambridge, Grace Chisholm, s'inscrit à Göttingen en 1893 et obtient en 1895 son doctorat, sous la direction de Klein, grâce à une thèse où elle applique la théorie des groupes de Klein à la trigonométrie sphérique. En 1902, Emmy Noether assiste aux cours de David Hilbert, Hermann Minkowski et Klein. En 1915, elle est invitée par Hilbert et Klein à rejoindre le renommé département de mathématiques de l'université pour y dispenser des cours, au nom de Hilbert. En 1922, elle sera promue professeur associée sans statut et sera la première femme à diriger des thèses de doctorat à Göttingen,.

## Klein et l'enseignement des mathématiques
À partir de 1900, Klein s'intéresse à l'apprentissage des mathématiques dans les écoles. En 1905, il recommande d'enseigner la représentation dans l'espace et les rudiments du calcul intégral et différentiel dès le secondaire. Cette recommandation est progressivement appliquée dans de nombreux pays à travers le monde. Il s'est engagé également dans la didactique des mathématiques.

## Activités diverses
Sous la direction de Klein, les Mathematische Annalen deviennent un des journaux de mathématiques les plus connus du monde. Fondé par Clebsch, ce journal rivalise puis surpasse le Journal de Crelle. Klein a mis en place une petite équipe de rédacteurs qui se réunissent régulièrement pour prendre des décisions démocratiques. Le journal se spécialise dans l'analyse complexe et la géométrie algébrique. Il publie aussi sur l'analyse réelle et la théorie naissante des groupes.

## Postérité
En 2008, l'Union mathématique internationale et la Commission internationale de l'enseignement mathématique lancent le « projet Klein » pour renouer avec l'ambition de Klein, exprimée en 1908 dans son livre Mathématiques élémentaires d'un point de vue supérieur, dont le premier tome est consacré à l'arithmétique, à l'algèbre et à l'analyse, et le deuxième tome à la géométrie. Un troisième et dernier volume complète la collection sous le titre Mathématiques de la précision et de l'approximation, paru en 1928, après son décès. Le texte a d'emblée un grand retentissement en Allemagne, mais aussi dans toute l'Europe.
Felix Klein était un travailleur ordonné et systématique. La plus impressionnante des collections de Göttingen est sans doute celle du Seminar-Protokolle de Felix Klein. Il s'agit d'un registre détaillé de plus de 8 000 pages manuscrites rassemblant en 29 volumes quarante années de séminaires, conférences et cours dispensés par Klein, ses confrères, ses élèves et les visiteurs invités. Les Protocoles commencent avec les séminaires et conférences du semestre de l'été 1872 et se poursuivent jusqu'à sa retraite en 1913. Les Protocoles peuvent désormais être consultés en version numérique grâce à un projet de l'Institut de mathématiques Clay.
Le travail éditorial le plus ambitieux de Felix Klein est l'édition d'une encyclopédie relative aux mathématiques et à leurs applications. L'intégration des applications répond à sa conviction qu'elles sont essentielles pour mieux comprendre les mathématiques. Le premier volume paraît en 1898 et le dernier en 1933, et il y en a six au total, distribués en une trentaine de tomes, qui occupent plus de 20 000 pages. Le responsable du projet est Walther von Dyck, mais Klein a pris une part active à la construction du plan global, raison pour laquelle on appelle parfois l'ouvrage « l'Encyclopédie de Klein »

## Hommages et honneurs
Klein est élu membre étranger de la Royal Society le 10 décembre 1885.
La London Mathematical Society lui décerne la médaille De Morgan en 1893.
Il est lauréat de la médaille Copley en 1912.
Un astéroïde de la ceinture principale, découvert le 30 mars 1997 porte son nom : le (12045) Klein.

## Ses étudiants les plus éminents
Klein a dirigé la thèse de nombreux étudiants : Ludwig Bieberbach, Maxime Bôcher, Oskar Bolza, Frank Nelson Cole, Henry Fine (de), Erwin Freundlich (de), Robert Fricke, Philipp Furtwängler, Axel Harnack, Adolf Hurwitz, Edward Kasner, Ferdinand von Lindemann, Alexander Ostrowski, Erwin Papperitz (de), Karl Rohn (en), Hermann Rothe, Virgil Snyder, Otto Staude (de), Anton Aloys Timpe (de), William Edward Story, Edward Burr Van Vleck, Henry Seely White, Alexander Witting (en), Grace Chisholm Young, Walther von Dyck…

## Travaux

### Leprogramme d'Erlangen
Sophus Lie présente à Klein le concept de groupes, qu'il a aussi étudié aux côtés de Camille Jordan. Les premières découvertes importantes de Klein datent de 1870. En collaboration avec Lie, il étudie les propriétés fondamentales des lignes asymptotiques sur la surface de Kummer (en). Ils en viennent à s'intéresser à des courbes invariantes sous un groupe de transformations projectives.
En 1871, alors à Göttingen, Klein fait d'importantes découvertes en géométrie. Il publie deux articles, dont Sur la géométrie dite non euclidienne, plaçant les géométries euclidiennes et non euclidennes sur un même plan, et mettant un terme à la controverse autour de la géométrie non euclidienne.
La synthèse de Klein de la géométrie comme étude des invariants sous un groupe de transformations donné, connue sous le nom de programme d'Erlangen (1872), influença profondément l'évolution de la géométrie et des mathématiques dans leur ensemble. Ce programme était le cours inaugural de Klein comme professeur à Erlangen. Il propose une vision unifiée de la géométrie. Klein décrit en détail comment les propriétés centrales d'une géométrie donnée se traduisent par l'action d'un groupe de transformations.
Aujourd'hui, cette vision est devenue tellement banale dans l'esprit des mathématiciens qu'il est difficile de juger de son importance, d'apprécier sa nouveauté et de comprendre l'opposition à laquelle elle a dû faire face.